# Liste der Stolpersteine in den Freiburger Außenbezirken

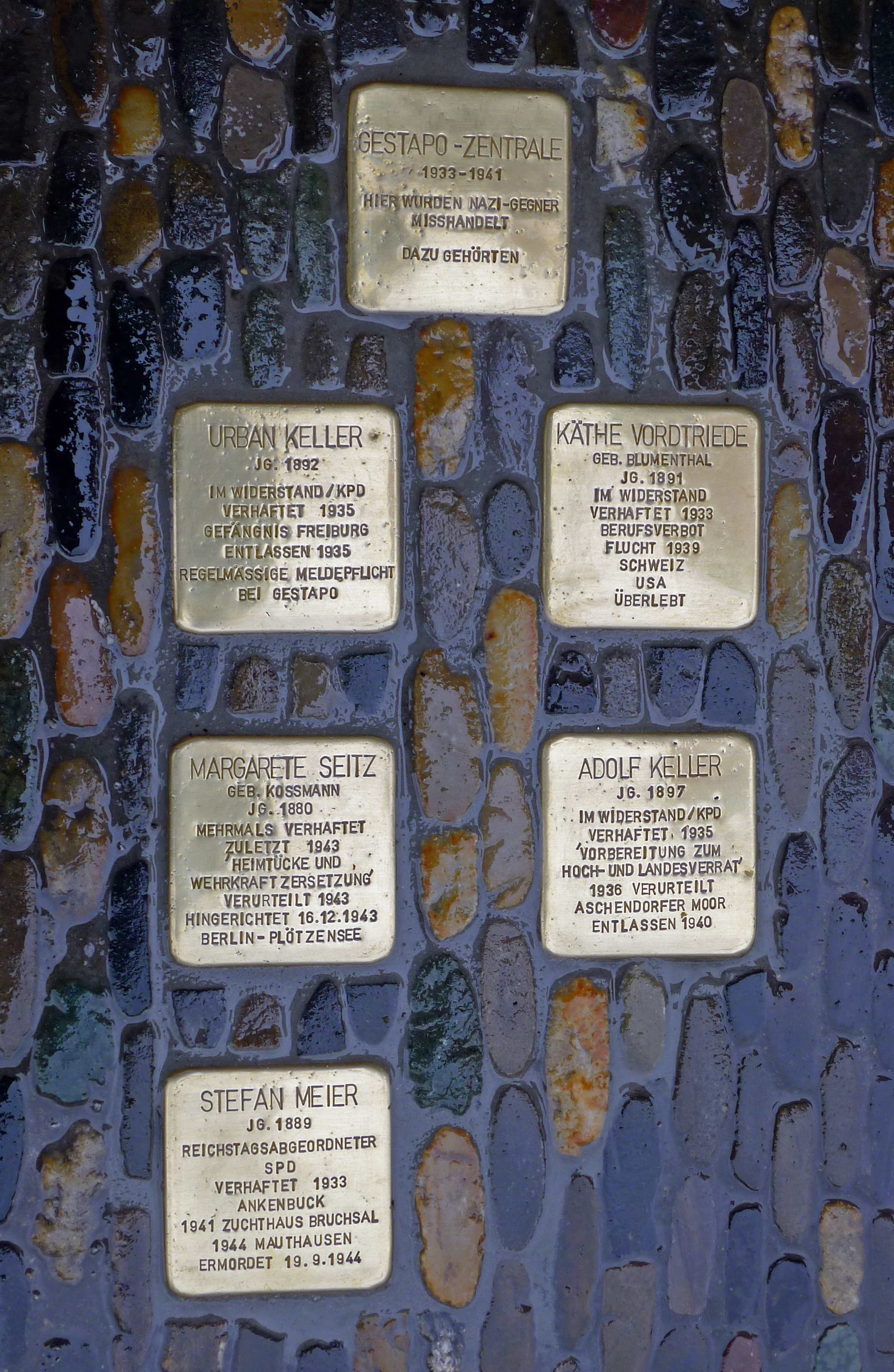
Stolpersteine vorm Basler Hof

Die Liste der Stolpersteine in den Freiburger Außenbezirken beinhaltet die Stolpersteine in Gehwegen, die an die Opfer der nationalsozialistischen Diktatur in diesen Stadtteilen von Freiburg im Breisgau erinnern sollen. Die Stolpersteine sind ein Projekt des Künstlers Gunter Demnig, mit denen an das Schicksal der Menschen erinnert werden soll, die während des Nationalsozialismus ermordet, deportiert, vertrieben oder in den Suizid getrieben wurden. Die Stolpersteine sind das größte dezentrale Mahnmal der Welt.
Der erste Stolperstein in Freiburg wurde am 22. Oktober 2002 in der Goethestraße 33 verlegt. Hier wohnte bis zu seiner Deportation in das Internierungslager Gurs in den französischen Pyrenäen im Jahr 1940 der Nationalökonom Robert Liefmann mit seinen Schwestern. 1941 wurde in diesem Haus die Gestapo-Zentrale von Freiburg i. Br. eingerichtet.
Weitere Stolpersteine der Stadt finden sich in:
- Liste der Stolpersteine in der Altstadt von Freiburg im Breisgau
- Liste der Stolpersteine in Freiburg-Neuburg
- Liste der Stolpersteine in Freiburg-Wiehre

## Verlegte Stolpersteine

### Brühl
Im Stadtteil Brühl wurden sechs Stolpersteine verlegt.
| Bild | Inschrift | Verlegeort                                        | Verlege- datum | Name, Leben, Bemerkungen                |
| --- | --- | ------------------------------------------------- | -------------- | --------------------------------------- |
| Bild gesucht Der Benutzer GeorgDerReisende ( Diskussion ) wünscht sich an dieser Stelle ein Bild vom Ort mit diesen Koordinaten 48.013017 7.85387 . Motiv: Karlsruher Straße 2: Stolpersteine für die Familie Hamburger Falls du dabei helfen möchtest, erklärt die Anleitung , wie das geht. BW   | HIER WOHNTE DR. ELSE HAMBURGER JG. 1904 DEPORTIERT 1940 GURS ERMORDET IN AUSCHWITZ                                        | Karlsruher Straße 2                               | Okt. 2003      | Dr. Else Hamburger (1904–1940/45)       |
| | HIER WOHNTE FRITZ HAMBURGER JG. 1867 DEPORTIERT 1940 GURS TOT 1.12.1940                                                   | Karlsruher Straße 2                               | Okt. 2003      | Fritz Hamburger (1867–1940)             |
| | HIER WOHNTE FRITZ HAUSER JG. 1892 VERHAFTET 1940 VERURTEILT IN FREIBURG KZ FLOSSENBÜRG DACHAU ERMORDET 14.4.1944 MAJDANEK | Zunftstraße 5 od. 11 (Quellen widersprechen sich) | 12. Jul. 2010  | Fritz Hauser (1892–1944)                |
| | HIER WOHNTE HEDWIG METZGER GEB. LEVI JG. 1892 DEPORTIERT 1940 GURS TOT IN AUSCHWITZ                                       | Zunftstraße 7 (Lage)                              | Jan. 2004      | Hedwig Metzger geb. Levi (1892–1940/45) |
| | HIER WOHNTE LEO METZGER JG. 1880 DEPORTIERT 1940 GURS TOT IN AUSCHWITZ                                                    | Zunftstraße 7 (Lage)                              | Jan. 2004      | Leo Metzger (1880–1940/45)              |
| Bild gesucht Der Benutzer GeorgDerReisende ( Diskussion ) wünscht sich an dieser Stelle ein Bild vom Ort mit diesen Koordinaten 48.006048 7.846687 . Motiv: Tennenbacherstraße 40: Stolperstein für Dr. Bertha Ottenstein Falls du dabei helfen möchtest, erklärt die Anleitung , wie das geht. BW | HIER WOHNTE DR. BERTHA OTTENSTEIN JG. 1891 1933 BERUFSVERBOT UND ENTZUG DER LEHRERLAUBNIS FLUCHT 1933 UNGARN TÜRKEI       | Tennenbacherstraße 40                             | 23. Sep. 2020  | Dr. Bertha Ottenstein (1891–)           |

### Ebnet
Im Stadtteil Ebnet wurden drei Stolpersteine verlegt.
| Bild | Inschrift                                                                                                   | Verlegeort                   | Verlege- datum | Name, Leben, Bemerkungen                             |
| ---- | --- | ---------------------------- | -------------- | ---------------------------------------------------- |
|      | HIER WOHNTE ELEONORE 'LORE' STERNWEILER GEB. MARX JG. 1906 BERUFSVERBOT 1933 FLUCHT 1937 ITALIEN, SÜDAFRIKA | Schwarzwaldstraße 207 (Lage) | 19. Okt. 2021  | Eleonore Sternweiler geb. Marx, genannt Lore (1906–) |
|      | HIER WOHNTE HANS STERNWEILER JG. 1905 1937 GESCHÄFT 'ARISIERT' FLUCHT 1937 ITALIEN, SÜDAFRIKA               | Schwarzwaldstraße 207 (Lage) | 19. Okt. 2021  | Hans Sternweiler (1905–)                             |
|      | HIER WOHNTE RUTH STERNWEILER JG. 1935 FLUCHT 1937 ITALIEN, SÜDAFRIKA                                        | Schwarzwaldstraße 207 (Lage) | 19. Okt. 2021  | Ruth Sternweiler (1905–)                             |

### Günterstal
| Bild | Inschrift | Verlegeort                                | Verlege- datum | Name, Leben, Bemerkungen |
| ---- | --- | ----------------------------------------- | -------------- | --- |
|      | HIER WOHNTE FRANZ FUCHS JG. 1887 DEPORTIERT 1942 THERESIENSTADT BEFREIT / ÜBERLEBT                                                                   | Reutestraße 1                             | [ 13 ]         | Franz Fuchs (1887–) |
|      | HIER WOHNTE LEONIE FUCHS JG. 18.. DEPORTIERT 1942 THERESIENSTADT ERMORDET 1944 IN AUSCHWITZ                                                          | Reutestraße 1                             | [ 13 ]         | Leonie Fuchs (1891–1944) wurde 1942 nach Theresienstadt deportiert und 1944 ins KZ Auschwitz gebracht |
|      | HIER WOHNTE KATHARINA KATZENMEIER JG. 1918 VERHAFTET 1943 KZ RAVENSBRÜCK TODESMARSCH – ÜBERLEBT                                                      | Riedbergstraße 1 Kloster St. Lioba (Lage) | Jul. 2004      | Katharina Katzenmeier (1918–2000) |
|      | HIER WOHNTE SCHWESTER PLACIDA EVA LAUBHARDT JG. 1904 VERHAFTET 1943 1943 KZ RAVENBRÜCK BEFREIT / ÜBERLEBT                                            | Riedbergstraße 1 Kloster St. Lioba (Lage) | Jul. 2004      | Eva Laubhardt, Ordensschwester Placida Laubhardt (1904–1998) |
|      | HIER LEBTE ERIKA LAUTENSCHLÄGER JG. 1940 WAISENHAUS GÜNTERSTAL EINGEWIESEN 21.9.1943 HEILANSTALT KAUFBEUREN ERMORDET 31.1.1944 'KINDERFACHABTEILUNG' | Klosterplatz 1 Günterstal (Lage)          | 14. Sep. 2015  | Erika Lautenschläger (1940–1944) |
|      | HIER WOHNTE DR. EDITH STEIN JG. 1891 FLUCHT 1938 HOLLAND LAGER WESTERBORK 1942 ERMORDET 1942 IN AUSCHWITZ                                            | Riedbergstraße 1 Kloster St. Lioba        | Jul. 2004      | Dr. Edith Stein (1891–1942) Für Edith Stein, als Ordensschwester Teresia Benedicta vom Kreuz, wurden Stolpersteine in Freiburg auch in der Goethestraße 63 und Zasiusstraße 24 verlegt. Weitere Stolpersteine für Edith Stein finden sich in Köln, Wrocław (ehemals Breslau, Polen) und Echt-Susteren (Niederlande) (siehe Gedenken an Edith Stein). |

### Haslach
| Bild | Inschrift | Verlegeort                             | Verlege- datum | Name, Leben, Bemerkungen |
| ---- | --- | -------------------------------------- | -------------- | --- |
|      | HIER WOHNTE MAX SCHLAGETER JG. 1921 EINGEWIESEN 1935 HEILANSTALT EMMENDINGEN 'VERLEGT' 23.10.1940 GRAFENECK ERMORDET 23.10.1940 'AKTION T4'                             | Carl-Kistner-Straße 134 Haslach (Lage) | 21. Okt. 2021  | Max Schlageter (1921–1940) |
|      | HIER WOHNTE IRENE SCHÄUBLE GEB. WAGNER JG.1927 SCHULVERBOT 1936 ZWANGSARBEIT ÜBERLEBT                                                                                   | Carl-Kistner-Straße 2 Haslach (Lage)   | 4. Jun. 2024   | Irene Schäuble (1927–2020) war die jüngste Tochter von Else Wagner. |
|      | HIER WOHNTE KÄTHE VORDTRIEDE GEB. BLUMENTHAL JG.1891 1933 BERUFSVERBOT/VERHAFTET 1939 FLUCHT SCHWEIZ 1941 AUFENTHALT VERWEIGERT FLUCHT SPANIEN-PORTUGAL ÜBERLEBT IN USA | Fichtestraße 4 Haslach (Lage)          | 28. Sep. 2007  | Käthe Vordtriede geb. Blumenthal (1891–1964) war Journalistin und Schriftstellerin. Für Käthe Vordtriede wurde auch ein Stolperstein vor der ehemaligen Gestapo-Zentrale in der Kaiser-Josef-Straße 167 verlegt. (siehe Liste der Stolpersteine in der Altstadt von Freiburg im Breisgau) |
|      | HIER WOHNTE ELSE WAGNER GEB. SCHÜLE JG. 1897 EINGEWIESEN 1933 HEILANSTALT EMMENDINGEN 'VERLEGT' 6.8.1940 GRAFENECK ERMORDET 6.8.1940 AKTION T4                          | Carl-Kistner-Straße 2 Haslach (Lage)   | 22. Apr. 2013  | Else Wagner (1897–1940) Im Oktober 2020, kurz vor dem Tod ihrer Tochter, wurde eine Straße in Freiburg-Haslach zu ihrem Gedenken umbenannt – in Else-Wagner-Straße. |

### Herdern
| Bild | Inschrift | Verlegeort                         | Verlege- datum | Name, Leben, Bemerkungen                                           |
| --- | --- | ---------------------------------- | -------------- | ------------------------------------------------------------------ |
| Bild gesucht Der Benutzer GeorgDerReisende ( Diskussion ) wünscht sich an dieser Stelle ein Bild vom Ort mit diesen Koordinaten 48.005473 7.855317 . Motiv: Habsburgerstraße 85: Stolpersteine für Lina und Sigmund Bloch, Sigmund Dreyfuss und Bertha Judas Falls du dabei helfen möchtest, erklärt die Anleitung , wie das geht. BW | HIER WOHNTE LINA BLOCH JG. 1888 DEPORTIERT 1940 GURS ERMORDET 1942 IN AUSCHWITZ                                                                          | Habsburgerstraße 85 Herdern (Lage) | Jan. 2005      | Lina Bloch (1888–1942)                                             |
| | HIER WOHNTE ROSA REGINA BLOCH GEB. LION JG. 1873 DEPORTIERT 1942 THERESIENSTADT ERMORDET 1944 AUSCHWITZ                                                  | Starkenstraße 39 Herdern           | Mai 2003       | Rosa Regina Bloch geb. Lion (1873–1944)                            |
| | HIER WOHNTE SIGMUND BLOCH JG. 1881 DEPORTIERT 1940 GURS TOT AM 26.11.1941 IN GURS                                                                        | Habsburgerstraße 85 Herdern (Lage) | Jan. 2003      | Sigmund Bloch (1881–1941)                                          |
| | HIER WOHNTE SIGMUND DREYFUSS JG. 1874 DEPORTIERT 1940 GURS TOT IN AUSCHWITZ                                                                              | Habsburgerstraße 85 Herdern (Lage) | Apr. 2003      | Sigmund Dreyfuss (1874–1940/45)                                    |
| Stolperstein für Isidor Fränkel (Schlüsselstraße 23) | HIER WOHNTE ISIDOR FRÄNKEL JG. 1871 DEPORTIERT 1940 GURS TOT AM 24.11.1940                                                                               | Schlüsselstraße 23 Herdern (Lage)  | Apr. 2003      | Isidor Fränkel (1871–1940)                                         |
| Bild gesucht Der Benutzer GeorgDerReisende ( Diskussion ) wünscht sich an dieser Stelle ein Bild vom Ort mit diesen Koordinaten 48.005478 7.855019 . Motiv: Habsburgerstraße 90: der Stolperstein für Richard Guggenheim Falls du dabei helfen möchtest, erklärt die Anleitung , wie das geht. BW                                     | HIER WOHNTE RICHARD GUGGENHEIM JG. 1921 FLUCHT HOLLAND VERHAFTET ERMORDET 1941 IM KZ MAUTHAUSEN                                                          | Habsburgerstraße 90 Herdern        | Sep. 2006      | Richard Guggenheim (1921–1941)                                     |
| | HIER WOHNTE BERTHA JUDAS GEB. HEILBRONNER JG. 1861 DEPORTIERT 1940 GURS ERMORDET 12.12.1940                                                              | Habsburgerstraße 85 Herdern (Lage) | Sep. 2006      | Bertha Judas geb. Heilbronner (1861–1941)                          |
| | HIER WOHNTE JETTE JUDAS GEB. WEIL JG. 1854 DEPORTIERT 1942 THERESIENSTADT TOT 12.12.1940                                                                 | Starkenstraße 39 Herdern           | Juni 2003      | Jette Judas geb. Weil (1854–1942)                                  |
| Stolperstein für Adolf Levy (Tivolistraße 17) | HIER WOHNTE ADOLF LEVI JG. 1869 DEPORTIERT 1942 THERESIENSTADT TOT 14.9.1942                                                                             | Tivolistraße 17 Herdern (Lage)     | Okt. 2003      | Adolf Levy (1869–1942)                                             |
| | HIER WOHNTE HERMINE ROOS GEB. GÜNZBURGER JG. 1882 DEPORTIERT 1940 GURS ERMORDET IN GURS                                                                  | Jacobistraße 52 Herdern (Lage)     | Jan. 2005      | Hermine Roos geb. Günzburger (1882–1940/45)                        |
| | HIER WOHNTE NINA ROOS JG. 1871 DEPORTIERT 1940 GURS ? | Jacobistraße 52 Herdern (Lage)     | Jan. 2005      | Nina Roos (1871–?)                                                 |
| | HIER WOHNTE OTTO ROOS JG. 1877 DEPORTIERT 1940 GURS TOT 4.6.1945 MONTAUBAN                                                                               | Jacobistraße 52 Herdern (Lage)     | Jan. 2005      | Otto Roos (1877–1945)                                              |
| | HIER WOHNTE HEINRICH ROSENBERG JG. 1923 DEPORTIERT 1940 GURS ERMORDET 1942 IN AUSCHWITZ                                                                  | Jacobistraße 50 Herdern (Lage)     | Jan. 2004      | Heinrich Rosenberg (1923–1942) war Schüler am Friedrich-Gymnasium. |
| | HIER WOHNTE ILSE ROSENBERG GEB. HAUSER JG. 1891 DEPORTIERT 1940 GURS ERMORDET 1942 IN AUSCHWITZ                                                          | Jacobistraße 50 Herdern (Lage)     | Jan. 2004      | Ilse Rosenberg geb. Hauser (1891–1942)                             |
| | HIER WOHNTE NATHAN OTTO ROSENBERG JG. 1881 VERHAFTET 10.11.1938 TOT 20.11.1938 KZ DACHAU                                                                 | Jacobistraße 50 Herdern (Lage)     | Jan. 2004      | Nathan Otto Rosenberg (1881–1938)                                  |
| Bild gesucht Der Benutzer GeorgDerReisende ( Diskussion ) wünscht sich an dieser Stelle ein Bild vom Ort mit diesen Koordinaten 48.00862 7.863255 . Motiv: Sandstraße 17: Stolperstein für Max Tritschler Falls du dabei helfen möchtest, erklärt die Anleitung , wie das geht. BW                                                    | HIER WOHNTE MAX TRITSCHLER JG. 1904 STUDIENVERBOT 1934 EINGEWIESEN 1934 HEILANSTALT EMMENDINGEN 'VERLEGT' 8.7.1940 GRAFENECK ERMORDET 8.7.1940 AKTION T4 | Sandstraße 17 Herdern              | 9. Sep. 2022   | Max Tritschler (1904–1940)                                         |
| | HIER WOHNTE BEATRICE WEINSCHENK JG. 1879 DEPORTIERT 1942 THERESIENSTADT ERMORDET 26.12.1940                                                              | Jacobistraße 52 Herdern (Lage)     | Jan. 2005      | Beatrice Weinschenk (1879–1940)                                    |

### Lehen
Im Stadtteil Lehen wurde im Juli 2004 ein Stolperstein verlegt.
| Bild | Inschrift | Verlegeort                  | Verlege- datum | Name, Leben, Bemerkungen          |
| ---- | --- | --------------------------- | -------------- | --------------------------------- |
|      | HIER WOHNTE ALFRED WILHELM ALGNER JG. 1908 VERHAFTET 1936 KZ KISLAU KZ DACHAU ERMORDET MÄRZ 1940 KZ MAUTHAUSEN | Breisgauer Straße 29 (Lage) | Jul. 2004      | Alfred Wilhelm Algner (1908–1940) |

### Mooswald
| Bild | Inschrift                                                                                                   | Verlegeort                 | Verlege- datum               | Name, Leben, Bemerkungen        |
| ---- | --- | -------------------------- | ---------------------------- | ------------------------------- |
|      | HIER WOHNTE ARTHUR MÜLLER JG. 1887 DEPORTIERT DACHAU ? FREITOD 1939                                         | Elsässer Straße 35a (Lage) | Januar 2004                  | Arthur Müller (1887–1939)       |
|      | HIER WOHNTE BLANDINE MÜLLER GEB. MANN JG. 1890 DEPORTIERT 1940 GURS ERMORDET 1942 IN AUSCHWITZ              | Elsässer Straße 35a (Lage) | Januar 2004                  | Blandine Müller (1890–1942)     |
|      | HIER WOHNTE ELSA BERTA MÜLLER GEB. MAYER JG. 1909 DEPORTIERT 1940 GURS TOT 1942 IN AUSCHWITZ                | Elsässer Straße 35a (Lage) | Januar 2004                  | Elsa Berta Müller (1909–1942)   |
|      | HIER WOHNTE HILDEGARD MÜLLER JG. 1912 DEPORTIERT 1940 GURS INTERNIERT DRANCY 1942 AUSCHWITZ ERMORDET        | Elsässer Straße 35a (Lage) | 19. Oktober 2021             | Hildegard Müller (1912–1942/45) |
|      | HIER WOHNTE KURT MÜLLER JG. 1911 DEPORTIERT 1940 GURS INTERNIERT DRANCY 1942 AUSCHWITZ ERMORDET             | Elsässer Straße 35a (Lage) | 19. Oktober 2021             | Kurt Müller (1911–1942/45)      |
|      | HIER WOHNTE SIEGFRIED JULIUS MÜLLER JG. 1919 BERUFSVERBOT 1938 'SCHUTZHAFT' 1938 DACHAU FLUCHT 1939 ENGLAND | Elsässer Straße 35a (Lage) | 19. Oktober 2021             | Siegfried Julius Müller (1919–) |
|      | HIER WOHNTE ERWIN RÜMMELE JG. 1892 VERHAFTET 1938 VERURTEILT IN FREIBURG LAGER RODGAU ÜBERLEBT              | Berliner Allee 9           | 12. Juli 2010, entfernt 2015 | Erwin Rümmele (1892–1986)       |

### Oberau
| Bild | Inschrift | Verlegeort                | Verlege- datum | Name, Leben, Bemerkungen                   |
| --- | --- | ------------------------- | -------------- | ------------------------------------------ |
| Bild gesucht Der Benutzer GeorgDerReisende ( Diskussion ) wünscht sich an dieser Stelle ein Bild vom Ort mit diesen Koordinaten 47.989938 7.868901 . Motiv: Runzstraße 64: der Stolperstein für Martin Goldmann Falls du dabei helfen möchtest, erklärt die Anleitung , wie das geht. BW                               | HIER WOHNTE MARTIN GOLDMANN JG. 1901 FLUCHT 1933 ENGLAND ZWANGSVERKAUF DER FIRMA FLUCHT IN DEN TOD 1935 LONDON  | Runzstraße 64 (Lage)      | 25. Okt. 2016  | Martin Goldmann (1901–1935)                |
| Bild gesucht Der Benutzer GeorgDerReisende ( Diskussion ) wünscht sich an dieser Stelle ein Bild vom Ort mit diesen Koordinaten 47.989535 7.866551 . Motiv: Gresserstraße 17: die Stolpersteine für Carry und Leopold Judas Falls du dabei helfen möchtest, erklärt die Anleitung , wie das geht. BW                   | HIER WOHNTE CARRY JUDAS GEB. RAMSFELDER JG. 1896 DEPORTIERT 1940 GURS ERMORDET IN AUSCHWITZ                     | Gresserstraße 17          | Jul. 2003      | Carry Judas geb. Ramsfelder (1896–1940/45) |
| | HIER WOHNTE LEOPOLD JUDAS JG. 1897 DEPORTIERT 1938 KZ DACHAU 1940 GURS ERMORDET IN AUSCHWITZ                    | Gresserstraße 17          | Jul. 2003      | Leopold Judas (1897–1940/45)               |
| | HIER WOHNTE ALBERT LINGERT JG. 1880 DEPORTIERT 1940 GURS TOT 11.8.1941                                          | Heimatstraße 2 (Lage)     | Okt. 2003      | Albert Lingert (1880–1941)                 |
| Bild gesucht Der Benutzer GeorgDerReisende ( Diskussion ) wünscht sich an dieser Stelle ein Bild vom Ort mit diesen Koordinaten 47.991033 7.861707 . Motiv: Oberau 77: die Stolpersteine für die Familie Reutlinger Falls du dabei helfen möchtest, erklärt die Anleitung , wie das geht. BW                           | HIER WOHNTE ERNA REUTLINGER GEB. KATZ JG. 1902 FLUCHT 1938 ITALIEN PALÄSTINA                                    | Oberau 77                 | 19. Okt. 2021  | Erna Reutlinger (1902–)                    |
| | HIER WOHNTE HEDWIG REUTLINGER JG. 1928 FLUCHT 1938 ITALIEN PALÄSTINA                                            | Oberau 77                 | 19. Okt. 2021  | Hedwig Reutlinger (1928–)                  |
| Bild gesucht Der Benutzer GeorgDerReisende ( Diskussion ) wünscht sich an dieser Stelle ein Bild vom Ort mit diesen Koordinaten 47.990917 7.860103 . Motiv: Oberau 57: die Stolpersteine für Familie Schwarz Falls du dabei helfen möchtest, erklärt die Anleitung , wie das geht. BW                                  | HIER WOHNTE MATHILDE SCHWARZ GEB. MAYER JG. 1904 DIFFAMIERT / BEDROHT MIT HILFE ÜBERLEBT                        | Oberau 57                 | 25. Okt. 2016  | Mathilde Schwarz geb. Mayer (1904–)        |
| | HIER WOHNTE OTTO SCHWARZ JG. 1883 BERUFSVERBOT 1935 DIFFAMIERT / BEDROHT DEPORTIERT 1945 THERESIENSTADT BEFREIT | Oberau 57                 | 25. Okt. 2016  | Otto Schwarz (1883–)                       |
| Bild gesucht Der Benutzer GeorgDerReisende ( Diskussion ) wünscht sich an dieser Stelle ein Bild vom Ort mit diesen Koordinaten 47.991737 7.855354 . Motiv: Kartäuserstraße 10: der Stolperstein für Jakob Uffenheimer, die Lage und das Haus Falls du dabei helfen möchtest, erklärt die Anleitung , wie das geht. BW | HIER WOHNTE JAKOB UFFENHEIMER JG. 1860 DEPORTIERT 1940 GURS ERMORDET 14.2.1941                                  | Kartäuserstraße 10 (Lage) | 10. Sep. 2015  | Jakob Uffenheimer (1860–1941)              |

### Sankt Georgen
Im Stadtteil Sankt Georgen wurde ein Stolperstein  verlegt.
| Bild | Inschrift | Verlegeort                                     | Verlege- datum | Name, Leben, Bemerkungen                                                                                 |
| ---- | --- | ---------------------------------------------- | -------------- | --- |
|      | HIER WOHNTE WLADIMIR KASIMIR MIELNIK JG. 1923 UKRAINE SEIT 1942 ZWANGSARBEIT GASTRONOMIE LANDWIRTSCHAFT BEFREIT | Basler Landstraße 35–37 Gasthaus Schiff (Lage) | 7. Feb. 2023   | Wladimir Kasimir Mielnik (1923–1998) wurde als Zwangsarbeiter aus der Ukraine nach Freiburg verschleppt. |

### Stühlinger
| Bild | Inschrift | Verlegeort                  | Verlege- datum | Name, Leben, Bemerkungen |
| --- | --- | --------------------------- | -------------- | --- |
| | HIER WOHNTE KARL BALZER JG. 1885 VERHAFTET 1943 TOT 18.12.1943 ZUCHTHAUS BRUCHSAL                                                       | Lehener Straße 14 (Lage)    | Nov. 2004      | Karl Balzer (1885–1943) |
| | HIER WOHNTE CAMILLA BLOCH GEB. GUGGENHEIMER JG. 1889 DEPORTIERT 1940 GURS INTERNIERT DRANCY 1942 AUSCHWITZ ERMORDET                     | Engelbergerstraße 39 (Lage) | 10. Okt. 2015  | Camilla Bloch geb. Guggenheimer (1889–1942/45) |
| | HIER WOHNTE LEO BLOCH JG. 1882 DEPORTIERT 1940 GURS 1942 AUSCHWITZ FÜR TOT ERKLÄRT                                                      | Engelbergerstraße 39 (Lage) | Jan. 2003      | Leo Bloch (1882–1942) |
| | HIER WOHNTE LYDIA BLOCH GEB. HABERER JG. 1898 DEPORTIERT 1940 GURS 1942 AUSCHWITZ FÜR TOT ERKLÄRT                                       | Colmarer Straße 8           | Jan. 2003      | Lydia Bloch geb. Haberer (1898–1942/45) |
| | HIER WOHNTE MEIER-FRIEDRICH BLOCH JG. 1888 11.11.1938 KZ DACHAU DEPORTIERT 1940 GURS ERMORDET 1942 IN AUSCHWITZ                         | Colmarer Straße 8           | Jan. 2003      | Meier-Friedrich Bloch (1888–1942) |
| Bild gesucht Der Benutzer GeorgDerReisende ( Diskussion ) wünscht sich an dieser Stelle ein Bild vom Ort mit diesen Koordinaten 47.998687 7.839647 . Motiv: Klarastraße 29: der Stolperstein für Robert Burgheimer Falls du dabei helfen möchtest, erklärt die Anleitung , wie das geht. BW                             | HIER WOHNTE ROBERT BURGHEIMER JG. 1882 DEPORTIERT 1940 GURS TOT IN AUSCHWITZ                                                            | Klarastraße 29 (Lage)       | Apr. 2003      | Robert Burgheimer (1882–1940/45) Für Robert Burgheimer wurde auch in der Niemenstraße ein Stolperstein verlegt. (siehe: Liste der Stolpersteine in der Altstadt von Freiburg im Breisgau)                        |
| | HIER WOHNTE IDA HEILBRUNNER JG. 1890 DEPORTIERT 1940 GURS ERMORDET IN AUSCHWITZ                                                         | Egonstraße 48 (Lage)        | Sep. 2003      | Ida Heilbrunner (1890–1940/45) |
| | HIER WOHNTE JULIUS HEILBRUNNER JG. 1874 DEPORTIERT 1940 GURS ?                                                                          | Egonstraße 48 (Lage)        | Jan. 2005      | Julius Heilbrunner (1874–?) |
| | HIER WOHNTE SOFIE HEILBRUNNER GEB. WEIL JG. 1874 DEPORTIERT 1940 GURS ?                                                                 | Egonstraße 48 (Lage)        | Jan. 2005      | Sofie Heilbrunner geb. Weil (1870–?) |
| Bild gesucht Der Benutzer GeorgDerReisende ( Diskussion ) wünscht sich an dieser Stelle ein Bild vom Ort mit diesen Koordinaten 48.001896 7.841042 . Motiv: Breisacher Straße 17: Stolpersteine für Hilda und Siegfried Kahn Falls du dabei helfen möchtest, erklärt die Anleitung , wie das geht. BW                   | HIER WOHNTE HILDE KAHN GEB. GÜNZBURGER JG. 1887 DEPORTIERT 1940 GURS ERMORDET 1942 IN AUSCHWITZ                                         | Breisacher Straße 17 (Lage) | 28. Sep. 2007  | Hilda Kahn geb. Günzburger (1887–1942) |
| | HIER WOHNTE SIEGFRIED KAHN JG. 1884 DEPORTIERT 1940 GURS ERMORDET 1942 IN AUSCHWITZ                                                     | Breisacher Straße 17 (Lage) | 28. Sep. 2007  | Siegfried Kahn (1884–1942) |
| Bild gesucht Der Benutzer GeorgDerReisende ( Diskussion ) wünscht sich an dieser Stelle ein Bild vom Ort mit diesen Koordinaten 47.996527 7.834615 . Motiv: Eschholzstraße 82: die Stolpersteine für die Familie Kuflik, die Lage und das Haus Falls du dabei helfen möchtest, erklärt die Anleitung , wie das geht. BW | HIER WOHNTE ABRAHAM KUFLIK JG. 1902 'POLENAKTION' 1938 BENTSCHEN / ZBASZYN FLUCHT 1939 SCHWEIZ FRANKREICH VERSTECKT GELEBT 1942 SCHWEIZ | Eschholzstraße 82           | Sep. 2003      | Abraham Kuflik (1902–) |
| | HIER WOHNTE DAVID KUFLIK JG. 1938 FLUCHT 1939 FRANKREICH VERSTECKT GELEBT 1942 SCHWEIZ                                                  | Eschholzstraße 82           | Sep. 2003      | David Kuflik (1938–) |
| | HIER WOHNTE GOLDA KUFLIK GEB. KATZ JG. 1902 FLUCHT 1939 FRANKREICH VERSTECKT GELEBT 1942 SCHWEIZ                                        | Eschholzstraße 82           | Sep. 2003      | Golda Kuflik geb. Katz (1902–) |
| | HIER WOHNTE MARKUS KUFLIK JG. 1933 FLUCHT 1939 FRANKREICH VERSTECKT GELEBT 1942 SCHWEIZ                                                 | Eschholzstraße 82           | Sep. 2003      | Markus Kuflik (1933–) |
| | HIER WOHNTE PAULA KUFLIK JG. 1930 FLUCHT 1939 FRANKREICH VERSTECKT GELEBT 1942 SCHWEIZ                                                  | Eschholzstraße 82           | Sep. 2003      | Paula Kuflik (1930–) |
| | HIER WOHNTE CARLA LINDEMANN GEB. GOMBRICH JG. 1889 DEPORTIERT 1940 GURS TOT AM 24.5.1942 IN TOULOUSE                                    | Engelbergerstraße 39 (Lage) | Jul. 2003      | Carla Lindemann (1889–1942) |
| | HIER WOHNTE KURT LINDEMANN JG. 1876 DEPORTIERT 1940 GURS ÜBERLEBT                                                                       | Engelbergerstraße 39 (Lage) | Jul. 2003      | Kurt Lindemann (1876–) |
| | HIER WOHNTE MAX MAIER JG. 1880 DEPORTIERT 1943 ERMORDET IN MAJDANEK                                                                     | Fedderstraße 6 (Lage)       | Okt. 2003      | Max Maier (1904–1943) |
| Bild gesucht Der Benutzer GeorgDerReisende ( Diskussion ) wünscht sich an dieser Stelle ein Bild vom Ort mit diesen Koordinaten 48.003008 7.840806 . Motiv: Hohenzollernstraße 1: Stolpersteine für das Ehepaar Nelson Falls du dabei helfen möchtest, erklärt die Anleitung , wie das geht. BW                         | HIER WOHNTE MARIA NELSON GEB. HEILBRUNNER JG. 1888 DEPORTIERT 1940 GURS TOT 6.2.1942                                                    | Hohenzollernstraße 1 (Lage) | Jan. 2005      | Maria Nelson geb. Heilbrunner (1888–1943) |
| | HIER WOHNTE SIEGFRIED NELSON JG. 1886 DEPORTIERT 1940 GURS ERMORDET IN AUSCHWITZ                                                        | Hohenzollernstraße 1 (Lage) | Jan. 2005      | Siegfried Nelson (1886–1940/45) |
| | HIER WOHNTE CHRISTIAN DANIEL NUSSBAUM JG. 1888 VERHAFTET 17.3.1933 TOT 25.6.1939 IN HEILANSTALT WIESLOCH                                | Barbarastraße 1 (Lage)      | Okt. 2005      | Christian Daniel Nußbaum (1888–1939) war badischer Landtagsabgeordneter (SPD). Für Christian Daniel Nußbaum wurden auch Stolpersteine in der Landsknechtstraße sowie in der Karlsruher Ständehausstraße verlegt. |
| | HIER WOHNTE GUSTAV ADOLF WEBER JG. 1904 DESERTIERT ERSCHOSSEN 29.6.1943 IM RHEIN BEI MAXAU AUF DER FLUCHT                               | Lehener Straße 14 (Lage)    | Sep. 2006      | Gustav Adolf Weber (1904–1943) |

### Waldsee
| Bild | Inschrift | Verlegeort                  | Verlege- datum | Name, Leben, Bemerkungen |
| --- | --- | --------------------------- | -------------- | --- |
| Bild gesucht Der Benutzer GeorgDerReisende ( Diskussion ) wünscht sich an dieser Stelle ein Bild vom Ort mit diesen Koordinaten 47.989705 7.879925 . Motiv: Vierlinden 7: Stolpersteine für das Ehepaar Arendt Falls du dabei helfen möchtest, erklärt die Anleitung , wie das geht. BW                          | HIER WOHNTE ERNA ARENDT GEB. JACOBY JG. 1889 DEPORTIERT 1945 THERESIENSTADT BEFREIT                                                                              | Vierlinden 7                | Sep. 2006      | Erna Arendt geb. Jacoby (1889–1972) |
| | HIER WOHNTE WILHELM ARENDT JG. 1885 GEDEMÜTIGT / ENTRECHTET BERUFSVERBOT 1939 MIT HILFE ÜBERLEBT                                                                 | Vierlinden 7                | 23. Sep. 2020  | Wilhelm Arendt (1885–) |
| | HIER WOHNTE DR. ERNST BECK JG. 1885 HAFT 11.11.1938 KZ DACHAU ERMORDET 14.11.1938                                                                                | Vierlinden 1                | Jan. 2005      | Dr. Ernst Beck (1885–1938) Ein weiterer Stolperstein für Ernst Beck wurde in der Mathystraße 26a in Karlsruhe verlegt. (siehe Liste der Stolpersteine in Karlsruhe) |
| | HIER WOHNTE DR. HEINRICH BOLLINGER JG. 1916 IM WIDERSTAND 'WEISSE ROSE' VERHAFTET 5.3.1943 VERURTEILT VOLKSGERICHTSHOF ZUCHTHAUS LUDWIGSBURG ENTLASSEN 12.4.1945 | Schwarzwaldstraße 98 (Lage) | 10. Ok. 2017   | Dr. Heinrich Bollinger (1916–) |
| Bild gesucht Der Benutzer GeorgDerReisende ( Diskussion ) wünscht sich an dieser Stelle ein Bild vom Ort mit diesen Koordinaten 47.987409 7.889446 . Motiv: Fritz-Geiges-Straße 149: die Stolpersteine für Heinrich und Jürgen Cossmann Falls du dabei helfen möchtest, erklärt die Anleitung , wie das geht. BW | HIER WOHNTE HEINRICH COSSMANN JG. 1889 BERUFSVERBOT 1933 DEPORTIERT 1945 THERESIENSTADT BEFREIT                                                                  | Fritz-Geiges-Straße 10      | 25. Okt. 2019  | Heinrich Cossmann (1889–1949) |
| | HIER WOHNTE JÜRGEN COSSMANN JG. 1927 SCHULVERBOT 1943 VERSTECKT ÜBERLEBT                                                                                         | Fritz-Geiges-Straße 10      | 25. Okt. 2019  | Jürgen Cossmann (1927–2010) |
| Bild gesucht Der Benutzer GeorgDerReisende ( Diskussion ) wünscht sich an dieser Stelle ein Bild vom Ort mit diesen Koordinaten 47.985864 7.874269 . Motiv: Oberriederstraße 1: der Stolperstein für Ludwig Hauser Falls du dabei helfen möchtest, erklärt die Anleitung , wie das geht. BW                      | HIER WOHNTE LUDWIG P. HAUSER JG. 1882 VERHAFTET 1944 ZWANGSARBEIT DEPORTIERT 1945 THERESIENSTADT ÜBERLEBT TOT AN HAFTFOLGEN                                      | Oberriederstraße 1          | 28. Sep. 2007  | Ludwig Hauser (1882–) |
| | HIER WOHNTE ERICH MÄDER JG. 1904 VERHAFTET KZ DACHAU KZ RAVENSBRÜCK TOT 17.5.1942                                                                                | Jahnstraße 10 (Lage)        | Okt. 2005      | Erich Mäder (1904–1941) |

### Zähringen
In Freiburg-Zähringen wurden folgende Stolpersteine verlegt:
| Bild | Inschrift | Verlegeort             | Verlege- datum | Name, Leben, Bemerkungen                                      |
| --- | --- | ---------------------- | -------------- | ------------------------------------------------------------- |
| Bild gesucht Der Benutzer GeorgDerReisende ( Diskussion ) wünscht sich an dieser Stelle ein Bild vom Ort mit diesen Koordinaten 48.033431 7.863117 . Motiv: Gundelfinger Straße 47: die Stolpersteine für das Ehepaar Emter Falls du dabei helfen möchtest, erklärt die Anleitung , wie das geht. BW | HIER WOHNTE ELISABETH EMTER GEB. KOCH JG. 1908 1940 KZ RAVENSBRÜCK ERMORDET 21.7.1942 BERNBURG                       | Gundelfinger Straße 47 | Jul. 2003      | Elisabeth Emter geb. Koch (1908–1942)                         |
| | HIER WOHNTE KARL-HERMANN EMTER JG. 1904 1936 KZ DACHAU IM KZ BIS KRIEGSENDE                                          | Gundelfinger Straße 47 | Jul. 2003      | Karl-Hermann Emter (1904–) SWR2 Biografie und Hörstolperstein |
| | HIER WOHNTE ALBERT STRUPP JG. 1892 BERUFSVERBOT 1933 'SCHUTZHAFT' 1938 DACHAU DEPORTIERT 1945 THERESIENSTADT BEFREIT | Jägerstraße 19 (Lage)  | 26. Okt. 2016  | Albert Strupp (1892–?)                                        |
| | HIER WOHNTE LIESELOTT STRUPP GEB. JAENICHEN JG. 1903 DIFFAMIERT/BEDROHT MIT HILFE ÜBERLEBT                           | Jägerstraße 19 (Lage)  | 26. Okt. 2016  | Liselott Strupp geb. Jaenichen (1892–?)                       |